# Yves Goasdoué

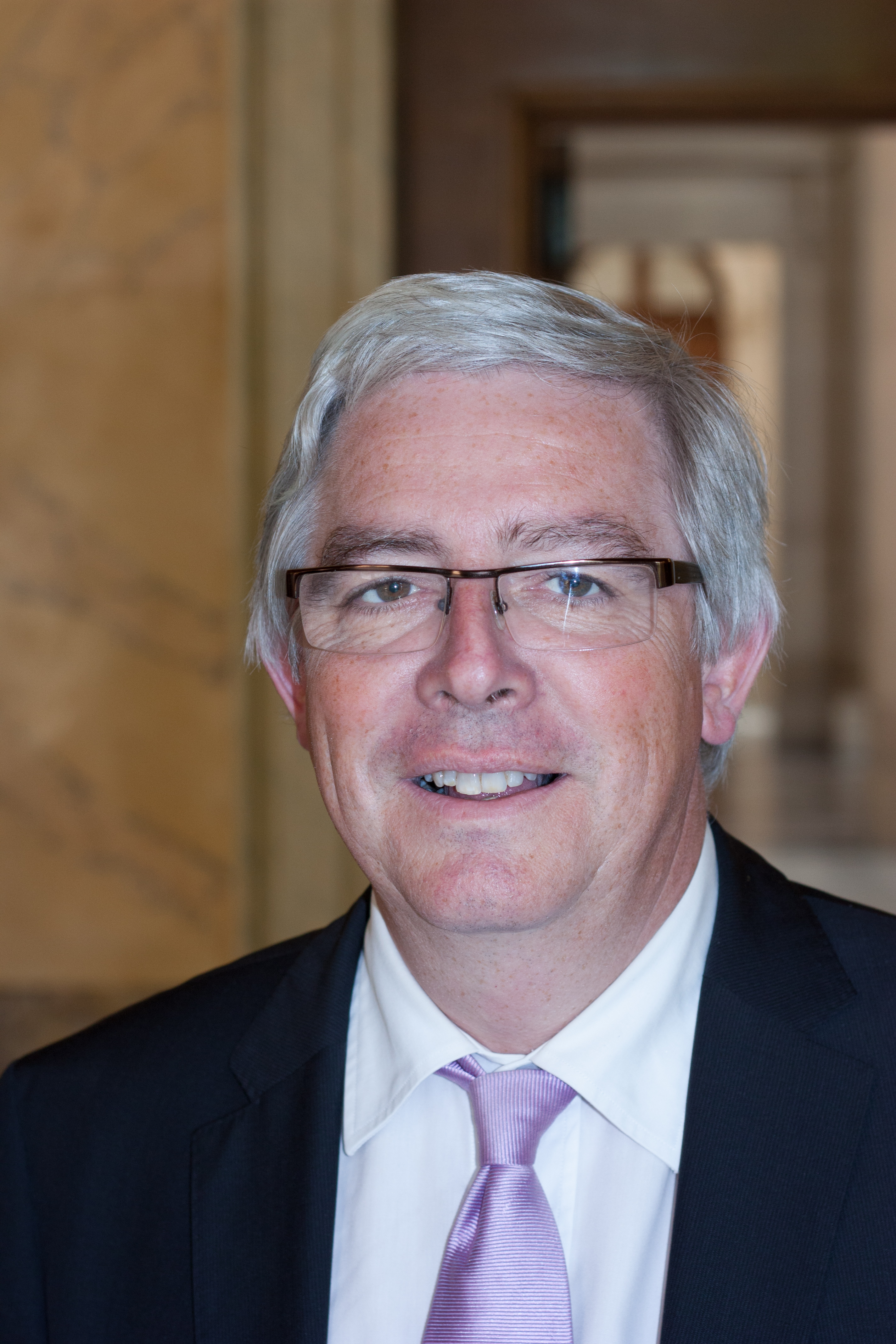
Goasdoué 2012

Yves Goasdoué (* 22. August 1959 in Cherbourg) ist ein französischer Politiker. Er ist seit 2012 Abgeordneter der Nationalversammlung.
Goasdoué wuchs in einfachen Verhältnissen auf, begann nach seinem Abitur Jura zu studieren und schloss sein Studium mit einem DEA in öffentlichem Recht ab. Er engagierte sich während seines Studiums für die UNEF und trat 1983 der Parti socialiste bei. Nach Beendigung seines Studiums arbeitete er als Juradozent. Daneben war er parlamentarischer Assistent von Michel Lambert, der Abgeordneter des dritten Wahlkreises im Département Orne war. 1998 zog Goasdoué in den Generalrat dieses Départements ein und wurde 2001 zum Bürgermeister der Stadt Flers gewählt. Bei den Parlamentswahlen 2012 kandidierte er im selben Wahlkreis wie zuvor Lambert und konnte in die Nationalversammlung einziehen. Weil dieser Wahlkreis aufgrund einer Absprache der Sozialisten mit der grünen Partei EELV eigentlich einem Grünen vorbehalten gewesen wäre, Goasdoué sich aber nicht an diese Absprache hielt, wurde er im Zuge der Wahl aus der PS ausgeschlossen und ist im Parlament als Divers gauche vertreten.